# Toons.TV
TOONS.TV, kênh truyền hình theo yêu cầu của Rovio Entertaiment. Thực ra, TOONS.TV không phải là kênh truyền hình thực sự. TOONS.TV có trên các phần mềm Angry Birds trên Android và iOS. TOONS.TV không có trên các phần mềm Angry Birds của Windows và Mac Apple.
1
Vì một vài lý do nào đó, Toons.TV đã ngừng vào năm 2017. Nút Toons.TV đã bị xóa ở phiên bản mới của một số game Angry Birds. Website của Toons.TV bị chuyển sang kênh YouTube của Angry Birds. Đồng thời, các series phim hoạt hình của Angry Birds đã được đăng lên YouTube.

## Những game hỗ trợ Toons.TV
| Phần mềm hỗ trợ          | Phiên bản hỗ trợ |
| ------------------------ | ---------------- |
| Angry Birds              | v4.0.0           |
| Angry Birds Rio          | v2.0.0           |
| Angry Birds Seasons      | v4.0.0           |
| Angry Birds Space        | v1.6.0           |
| Angry Birds Star Wars    | v1.5.0           |
| Angry Birds Star Wars II | v1.2.0mod        |
| Bad Piggies              | v1.2.0           |
| Angry Birds Epic         | v1.0.8mod        |

## Series hỗ trợ Toons.TV
- Các series của Rovio

1. Angry Birds Toons (BEST OF)
2. Piggy Tales
3. Angry Birds Epic
4. Angry Birds Star Wars II
5. Angry Birds Cinema
6. Angry Birds Go!
7. Cinematic Special
8. Angry Birds Stella

- Các series của nhà tài trợ

1. Oggy and the Cockroaches
2. Zig and Sharko
3. Dalton
4. Space Goofy
5. Transformers

Ngoài những series trên, Toons.TV cho phép được phát các chương trình quảng cáo bởi RovioAdVideo, AdColony, VungleAd,... nhằm nhận được khoản tiền nhỏ hàng ngày từ các nhà tài trợ đủ để tiếp tục phát hành game mới nhất.